# Vladimír Matějka
Vladimír Matějka (2. března 1921 Hlinsko – 22. dubna 1990 Hradec Králové) byl český římskokatolický kněz, inkardinovaný v královéhradecké diecézi, pronásledovaný komunistickým režimem. Autor učebních textů k církevním dějinám. Výrazně ovlivnil pozdějšího českého odborníka na církevní právo, prof. Ignáce Antonína Hrdinu, O.Praem., jemuž byl kněžským vzorem.

## Život

### Mládí a studia
Vladimír Matějka pocházel z chudé rodiny pivovarského dělníka a ženy v domácnosti z Hlinska na české Vysočině. Měl čtyři výrazněji starší sourozence (od posledního z nich byl o osm let mladší). V roce 1940 složil maturitní zkoušku na gymnáziu v Chotěboři a nastoupil coby úředník do stavební firmy. Tato práce jej však nenaplňovala a v červenci 1941, i přes určitou nevůli rodičů, zažádal o přijetí do kněžského semináře v Hradci Králové a ke studiu teologie. Doporučení pro biskupa mu vystavil kněz František Xaver Boštík, katecheta chotěbořského gymnázia, který několik let předtím velmi výrazně ovlivnil jinou kněžskou osobnost, budoucího mučedníka komunistické totality, kněze Josefa Toufara, rovněž absolventa uvedeného gymnázia. Vzhledem k tehdejším zvyklostem mu bylo vystaveno ještě druhé doporučení duchovního správce domovské farnosti v Hlinsku, R.D. Jana Juřeny. Tento kněz mu vydal doporučení, vyznívající naprosto stejně, jako doporučení katechety Boštíka.
Žadatel je hluboce nábožensky založen, mravně je zachovalý, přijímá svaté svátosti. Je velice nadaný a touží po větším a hlubším náboženském vzdělání. Musí překonávat různé překážky ze strany rodiny, přesto je vytrvalý ve svém odhodlání i ve svých náboženských povinnostech.
R.D. Jan Juřena, úryvek z doporučení V. Matějky k přijetí do semináře
Studia přerušily válečné události. Vladimír Matějka byl v letech 1942–1945 nuceně nasazen jako dělník v Německu. Toto nucené nasazení poškodilo jeho zdraví do té míry, že z něj měl doživotní následky. Po skončení války se mohl ke studiu vrátit. V královéhradeckém semináři si představení všimli Matějkova nadání a zprostředkovali mu studia na teologické fakultě Lateránské univerzity v Římě. Toto studium mohl realizovat však pouze v letech 1945–1946, následně se ze zdravotních důvodů musel vrátit do Čech. Absolvoval tedy "pouze" studia v královéhradeckém semináři, bez získání akademického titulu. Nadále však pokračoval v samostudiu a nabyl postupně značných vědomostí i nad rámec tehdejšího teologického penza, potřebného pro kněžskou službu. V červnu 1948 přijal kněžské svěcení vzkládáním rukou královéhradeckého diecézního biskupa Mořice Píchy.

### Počátky kněžského působení
Po vysvěcení nastoupil Vladimír Matějka jako druhý kaplan na arciděkanství do Chrudimi. Prvním kaplanem byl tehdy Karel Jonáš, budoucí kapitulní vikář (tj. státem dosazený správce) královéhradecké diecéze. Matějka si v Chrudimi získal velmi rychle u farníků oblibu a to vedlo mimo jiné k určité nelibosti u svého kaplanského kolegy. V Chrudimi strávil tři roky a následně byl povolán k vojenské službě k útvarům PTP. Vzhledem ke křehkému zdraví, které se dále pozvolna horšilo, byl v roce 1952 propuštěn do civilu. V roce 1954 byl pak na základě svého zdravotního stavu od vojenské povinnosti trvale osvobozen.

### Perzekuce
Po propuštění do civilu se mohl Matějka vrátit na chrudimskou faru. Tentokráte jako provizorní administrátor farnosti, nikoliv jako kaplan. Velmi rychle se ale stal státním orgánům v této funkci nepohodlným a v roce 1953 byl přeložen jako administrátor do Vrbatova Kostelce. Toto přeložení celkem uvítal, neboť pro něj znamenalo přesun do blízkosti rodiště. V březnu 1955 byl však zatčen v souvislosti s aférou chrudimského církevního tajemníka Františka Krádla, který některým kněžím umožňoval "ilegální náboženskou činnost". Matějka byl vazebně vyšetřován, v prosinci 1953 byl však z vězení propuštěn, neboť se jeho "ilegální" činnost neprokázala.
Po propuštění z vězení nemohl nastoupit do duchovní správy a musel si hledat civilní zaměstnání. V tom jej ovšem velmi limitovalo jeho křehké zdraví (trpěl mimo jiné chronickým katarem průdušek a vředy na dvanácterníku), neumožňující mu vykonávat ani lehčí dělnickou práci. Byl proto úředně šikanován (jelikož nemohl najít práci, hrozilo mu, že bude stíhán za příživnictví) a vzdor zdravotnímu stavu měl být na doporučení ONV v Hlinsku určen na práci u silničářů. Nakonec se mu podařilo uchytit se jako skladník v prodejně Jednoty, kde pak pracoval až do roku 1957. v této době se opakovaně pokoušel získat alespoň tzv. výpomocný státní souhlas ke kněžské službě v některém ústavu sociální péče, ve kterém jako personál byly řeholnice. Nějakou dobu ovšem neúspěšně.

### Další působení
Po několika neúspěšných žádostech nakonec mohl k 15. květnu 1957 nastoupit jako duchovní správce řeholních sester v domově důchodců, který tehdy fungoval v areálu bývalého šporkovského hospitalu v Kuksu u Dvora Králové nad Labem. Jelikož šlo pouze o výpomocný souhlas nepobíral za tuto službu žádný plat. S ohledem na zdravotní stav mu byl však přiznán invalidní důchod. Matějka denně časně ráno sloužil Mši svatou v kapli sester (kostel hospitalu sestry používat nesměly), mimoto vypomáhal kastelánovi hospitalu s prohlídkami pro cizojazyčné návštěvníky, přičemž využíval své velké jazykové schopnosti. Během těchto prohlídek také navázal jisté významné kontakty, které příležitostně využíval například k získávání v tehdejším Československu nedostupné teologické literatury, nebo léků.
V roce 1967 bylo Vladimíru Matějkovi umožněno vypomáhat ve Dvoře Králové nad Labem. Současně byl ustanoven duchovním správcem ex currendo farností Choustníkovo Hradiště a Vlčkovice v Podkrkonoší. Tehdy se také odstěhoval z Kuksu na faru v Choustníkově Hradišti. Duchovní správu u řeholních sester obstarával souběžně se správou těchto farností až do roku 1970. V tomto roce sestry z Kuksu odešly, a Matějka zůstal působit pouze ve farní správě. V této době se s ním seznámil mladý Antonín Hrdina, budoucí premonstrátský řeholník, řeholním jménem Ignác, který do Kuksu jezdil na prázdniny k příbuzným. Vladimír Matějka jej soukromě učil latinu a podnítil v něm touhu po kněžství. Vedle pastoračního působení Matějka nerezignoval na intelektuální činnost. Dále se vzdělával, navíc soukromě sestavoval studijní texty k církevním dějinám. Udržoval také poměrně obsáhlou korespondenci.

### Závěr života
V roce 1976 byl Matějka přeložen do Rtyně v Podkrkonoší, kde nastoupil po zemřelém místním faráři Cyrilu Štěrbovi. V letech 1976–1977 navíc ex currendo spravoval farnost v Úpici. Ze Rtyně byl v roce 1987 přeložen do (opět) Vrbatova Kostelce. Již po roce byl však přeložen ke 4. září 1988 do Licibořic u Slatiňan. Zde působil až do konce svého života. Zemřel ve Fakultní nemocnici v Hradci Králové 22. dubna 1990. Pohřben byl na hřbitově v rodném Hlinsku.